# Vergílio Alberto Vieira
Vergílio Alberto Vieira  (Amares, Portugal, 1950) é um escritor, poeta e crítico literário português.

## Biografia
Poeta, ficcionista e crítico literário, Vergílio Alberto Vieira (1950, Amares, Braga) cursou Letras na Universidade do Porto, fixando-se em Lisboa, a partir de 1993, onde passa a exercer actividades docentes, nomeadamente na Escola Passos Manuel, até finais de 2009.
Com a sua participação na Guerra Colonial, de que regressa a 25 de Outubro de 1975, integrado na última Companhia de Polícia Militar
estacionada em Luanda, durante o período de descolonização, pertence à geração de escritores cuja obra virá a tornar-se não apenas um dos
capítulos recentes da literatura portuguesa do séc. XX, como também das literaturas emergentes nos países africanos de expressão oficial
portuguesa.
Entre 1975 e 2000,escreve sobre livros no Diário de Luanda, Diário de Lisboa, revista África, Suplemento Literário de Minas Gerais (Belo Horizonte, Brasil), Jornal de Notícias e semanário Expresso. Foi membro de júri dos seguintes prémios literários: poesia, romance e novela, vida literária e literatura biográfica, da Associação Portuguesa de Escritores; prémio de narrativa Eixo-Atlântico (Portugal-Galiza); prémios de poesia e narrativa do Pen Clube Português; prémio do conto Camilo Castelo Branco; prémios Correntes d'Escritas, Cidade de Almada, DST-Braga, Teixeira de Pascoaes, Florbela Espanca, Manuel da Fonseca, Sebastião da Gama, Natércia Freire, Maria Rosa Colaço, António Cabral, entre outros. Nas últimas décadas, integrou direcções da Associação Portuguesa de Escritores, Pen Clube Português, IBBY (secção portuguesa de literatura para a infância e juventude) e Associação de Jornalistas e Homens de Letras do Porto.

## Obras

### Poesia
- Na margem do silêncio, Editora Pax, Braga, 1971.
- Ritual negro, Jornal Ecos do Norte, Angola, 1973.
- Terra Interior, pref. Fábio Lucas, Centelha, Coimbra, 1978.
- Prontuário do corpo, Edições Oiro do Dia, Porto, 1980.
- A idade do fogo, pref. de Duarte Faria, Limiar, Porto, 1980.
- A paixão das armas, Afrontamento, Porto, 1993.
- Os sinais da terra, 1984, Centelha, Coimbra, 1984; 2ª edição, Editorial Minerva, Coimbra, 1995.
- Pedra de transe, posf. de Luís de Miranda Rocha, Limiar, Porto, 1984.
- Fulgurações, Edição de Autor, Braga, 1983.
- Aurum/ Plaquete, Edição de Autor, Braga, 1996.
- As sequências de Pégaso, hors-texte de Clara Janés, Limiar, Porto, 1990.
- A adivinhação pela água, Edição de Autor, Braga, 1990.
- O caminho da serpente, Edição de Autor, Braga, 1993.
- A imposição das mãos/ Escolha Poética 1977-1997, posf. de Gil de Carvalho e desenhos de José Mouga, Campo das Letras, Porto, 1999.
- Os números/ plaquete, Pen Clube Português, Lisboa, 1999.
- A ilha de jade, Livros de Cordel, Funchal, 2000.
- O voo da serpente, posf. de Jorge Henrique Bastos e desenhos de Irena Dedicova, Campo das Letras, Porto, 2001.
- Coágulos (A adivinhação pela água/ O caminho da serpente), posf. de Rosa Maria Martelo, Íman Edições, Almada, 2002.
- Cidade irreal e outros poemas, 2003, Íman Edições, Almada.
- Crescente branco, pref. de Alexei Bueno, Campo das Letras, Porto, 2004.
- Papéis de fumar/ obra poética (inclui os inéditos O cão que fuma e A arte de perder), pref. de Ivan Junqueira e desenhos de Sofia Areal, Campo das Letras, Porto, 2006.
- Sombras de reis mendigos, pref. de Miguel Real e desenhos Juan Carlos Mestre, Livros de Horas, Porto, 2009.
- Melancholia perennis (Cinzas de Pássaros Mortos/ Estâncias para os caminhos da noite), pref. de Filomena Iooss e desenho de Juan Carlos Mestre, Livros de Horas, Porto, 2009.
- Amante de um só dia, Livros de Horas, Porto, 2012.
- Ardente a cegueira, Braga, Crescente Branco, 2014
- O ilusório ponto do geómetra, Braga, Crescente Branco, 2014

### Ficção
- Guerrilheiro é terra móvel, pref. de Manuel Ferreira, 1977, Centelha, Coimbra.
- Salário de guerra, 1979, Editorial Vega, Lisboa.
- Chão de víboras, 1982, Centelha, Coimbra; 2ª ed. pref. de J.L.Pires Laranjeira, 2003, Editorial Caminho, Lisboa.
- O navio de fogo, pref. de Catherine Dumas, 1993, Limiar, Porto; 2ª ed. pref. de Cristina Robalo Cordeiro, Editorial Caminho, Lisboa, 2009.
- A biblioteca de Alexandria, pref. de António Cabrita, Editorial Caminho, Lisboa, 2001.
- O hóspede da lua, Tropelias & Companhia, Porto, 2012.
- A haste mais baixa do veado, Tropelias & Companhia, Porto, 2012.
- Minhas cartas nunca escritas, pref. de Ernesto Rodrigues, Tropelias & Companhia, Porto, 2012.

### Teatro
- Pára-me de repente, pref. de Manuel Lourenzo/ dramaturgo e encenador galego, Editorial Caminho, Lisboa, 2004.

### Diário
- Destino de Orfeu, Edição de Autor, Braga, 1987.
- A invenção do adeus, Minerva Editora, Coimbra, 1994.

### Ensaio

#### Jornais
- Expressão e realidade na poesia de Arlindo Barbeitos, Angolense/ semanário (nº 99), Luanda, Angola, 1976.
- A arte de combate na poesia de João-Maria Vilanova, Diário de Luanda/ suplemento literário (nº 28), Angola, 1976.
- A poesia de Agostinho Neto: Um hino à liberdade, Jornal de Angola/ semanário (nº 15), Luanda, Angola, 1978; Diário de Lisboa, suplemento literário Sete Ponto Sete, 11/10/1979; suplemento literário de Minas Gerais, Belo Horizonte,Brasil, 3/11/1979.
- Subvenção de campanha para Luiz Vaz de Camões, suplemento literário de Minas Gerais, Belo Horizonte, Brasil, 19/4/1980.
- Glória de Sant’Ana/ apresentação crítica e selecção de textos, Letras & Letras, Porto, 1990.

Octavio Paz: Conjunções e disjunções de um nobel anunciado/ texto e tradução de poemas, Letras & Letras, Porto, 1990.
- Egito Gonçalves/ apresentação crítica e selecção de textos, Letras & Letras, Porto, 1991.
- José-Emílio Nelson/ apresentação crítica e selecção de textos, Letras & Letras, Porto, 1991.
- António Rebordão Navarro/dossier, s/ Um infinito silêncio, Letras & Letras, Porto, 1990.
- Glória de Sant’Ana, A regra do silêncio: Uma leitura de Amaranto/ Obra Poética, Jornal África, Lisboa, 13/2/1991.
- Roteiro de geografia sentimental, Jornal de Notícias/ Faro de Vigo, Sem fronteiras/ Sen Fronteras, 11/11/1992.
- As vozes comunicantes, Jornal de Notícias/ Faro de Vigo, Sem fronteiras/ Sen Fronteras, 2/12/1992.
- Cesário Verde ou O pressentimento dum Ocidental, Letras & Letras, Porto, 1990; suplemento literário de Minas Gerais, Belo Horizonte, Brasil, 1991. (texto incluído em Os consentimentos do mundo, 1993)
- Mário de Sá-Carneiro: Sob o Signo da Decepção/ dossier, Letras & Letras, Porto, 1991. (texto incluído em Os consentimentos do mundo, 1993)
- Carlos de Oliveira: Retrato de um escritor, Jornal de Notícias/ Faro de Vigo, Suplemento Sem Fronteiras/ Sen Fronteras, Porto-Vigo, 17/3/1993.

#### Revistas
- Poesia portuguesa actual (nº 12), estudo e selección, Luzes de Galiza, Ediciós do Castro, Sada-Coruña, 1988.
- Revista de Letras, Anais da UTAD, II Encontro de Literatura Infantil, Ler, Escrever & Contar, Vila Real, 1999.
- Camilo Pessanha: “7 de Setembro de 1867”, O Escritor/ revista da Associação Portuguesa de Escritores, Lisboa, 2009.
- Rui Vieira, Vazio habitado, Os Meus Livros, Lisboa, 2007; Vozes no escuro, romance de Rui Vieira, Mealibra, Viana do Castelo, 2010.

#### Livros
- Os consentimentos do mundo/ ensaio e crítica, Lello Editores, Porto, 1993.
- A sétima face do dado/ crítica, Campo das Letras, Porto, 2000.
- Dicionário de Literatura/ portuguesa, brasileira, galega africana/ Estética Literária, de Jacinto Prado Coelho, actualização/ coordenação de literatura portuguesa a cargo Ernesto Rodrigues, Prof. da Universidade de Lisboa, 3 volumes (entradas s/ Luís Veiga Leitão, Salette Tavares, Luiz Pacheco, António Rebordão Navarro, Dinis Machado, Armando Silva Carvalho, Maria Teresa Horta, Firmino Mendes), Editora Figueirinhas, Porto, 2002-2003.
- O momento da rosa/ Reflexões sobre literatura infantil e juvenil, Dada Editora, Évora, 2012. As batalhas fingidas, Edições da Associação e Homens das Letras do Porto, 2013.

### Infanto-juvenil
- A semana dos nove dias/ narrativa, 1988, 1ª ed. Asa, Porto; Editorial Caminho, Lisboa, 3ª ed., 2001.
- O peixinho Folha-de-Água/ narrativa (1ª ed. c/ título de Histórias dos pés à cabeça, Porto Editora, 1989); Editorial Caminho, Lisboa, 3º ed. 2002.
- A cor das vogais/ poesia, 1991; 3ª ed. Campo das Letras, Porto, 2005.
- O livro dos enganos/ narrativa (1ª edição, c/ título de Histórias de lhe tirar o chapéu, Livraria Minho, Braga, 1993); Editorial Caminho, Lisboa; 2ª ed. 2001.
- O livro dos desejos/ poesia, Editorial Caminho, Lisboa, 1994; 5ªed. 2007. (PNL)
- O saco de mentiras/ teatro, Editorial Caminho, Lisboa, 1999; 4ª ed. 2008. (PNL)
- Do alto do cavalo azul/ poesia, Editorial Caminho, Lisboa, 2000.
- Um pássaro na mão, outro a voar/ narrativa, Editorial Caminho, Lisboa, 2002.
- O circo de papel/ teatro, Editorial Caminho, Lisboa 2003; 2ª ed. 2008. (PNL)
- A revolução das letras/ narrativa, Campo das Letras, Porto, 2004; 2ºed. 2006.
- Para chegar a uma estrela/ poesia, Editorial Caminho, Lisboa, 2005.
- Paisagem com trenó e neve ao fundo/ narrativa, Campo das Letras, Porto, 2005; 2ª ed. 2008. (PNL)
- A pulga atrás da orelha/ provérbios, Editorial Caminho, Lisboa, 2006.
- Os livros dos outros/ poesia, Editorial Caminho, Lisboa, 2006. (PNL)
- Para não quebrar o encanto/ Os direitos da criança, Editorial Caminho, Lisboa, 2007. (PNL)
- A escola dos disparates/ poesia, Oficina do Livro, Lisboa, 2007.
- O Menino Jesus da Cartolinha/ teatro, Campo das Letras, Porto, 2007. (PNL)
- A boca no trombone/ provérbios, Edições Bonecos Rebeldes, Lisboa, 2008.
- Cinema Garrett/ poesia, Editora Trinta Por Uma Linha, Porto, 2008.
- O meu sonho é maior que o teu/ Para o dia da igualdade na deficiência/ poesia, Pé de Página, Coimbra, 2008.
- Meu fito, meu feito/ poesia, Editora Trinta por uma Linha, Porto, 2009. (PNL)
- O camaleão preguiçoso/ narrativa, Trampolim Editores, Porto, 2009.
- Romanceiro de natal (em co-autoria c/ João Manuel Ribeiro), edição c/ Trinta por uma Linha/ Trampolim, Porto, 2009.
- O comboio de pedra/ narrativa, Trinta por uma Linha, Porto, 2009.
- A abelhinha Giroflé/ poesia, Editorial Caminho, Lisboa, 2010.
- A girafa Pescoço-de-Garrafa/ narrativa, Editorial Caminho, 2010.
- O reino cintilante/ poesia, Edições Trampolim, Porto, 2010
- A casa de cedro/ poesia, Trinta por uma Linha, Porto, 2010.
- A oleira prodigiosa/ narrativa, Trinta por uma Linha, Porto, 2011.
- Sonhos e gato/ poesia, Editora Sete Noites, Seis Dias, V.N. de Gaia, 2012.
- A terra onde nascemos/ narrativa, Papéis de Fumar, Braga, 2013.

### Infanto-juvenil/Antologia
- O rosto do livro/ antologia de autores portugueses, Edição do Município de Gondomar, 2000.
- O meu tesouro é um livro, Edição da Escola Augusto Gil, Porto, 2000.
- Conto estrelas por ti, org. de José António Gomes, Editora Campo das Letras, Porto, 2001.
- A casa dos sonhos/ Emílio Remelhe-Luís Mendonça, Coimbra Capital Nacional da Cultura, Coimbra, 2003.
- Bernard Jeunet/ Papéis Esculpidos, Exposição/ Texto, Auditório Municipal Augusto Cabrita, Barreiro, 2006.
- Mealibra/ revista de cultura, literatura infanto-juvenil, Viana do Castelo, 2006-2007.
- Para o teu aniversário mando-te um cravo vermelho/ homenagem a Papiniano Carlos, Modo de Ler Editores, Porto, 2008.
- O menino/ Contos de natal, Associação de Jornalistas e Homens de Letras, Porto, 2009.
- Verso a verso, Editora Trinta por uma Linha, Porto, 2009.
- Histórias com regaço/ Colectânea de Contos Infantis, Edição Casa do Regaço, Póvoa de Varzim, 2009.
- Capuchinho Vermelho: histórias secretas e outras menos, Editora Bags of Books, Ílhavo/ Aveiro, 2012.

### Didáctica
- As palavras são como as cerejas/ antologia de criação literária, projecto realizado com alunos do 1º, 2º e 3º ciclos, Campo das Letras, Porto, 2001.
- No branco do sul /As cores dos livros, actas dos encontros s/ literatura para crianças e jovens, Beja 2001-2002, v/ autores, Editorial Caminho, Lisboa, 2005.

### Organização de Publicações
- Monangola/ A jovem poesia angolana, Limiar, Porto, 1976.
- Lugarcomum/ cadernos de poesia lusófona (1ª série, 4 números, c/ o poeta angolano David Mestre), Braga, 1976-1978; 2ª série, n/ único, 1981.
- Mealibra/ revista de cultura do Centro Cultural do Alto Minho (números 1 e 2), Viana do Castelo, 1982.
- Vandoma / revista de cultura, c/ Carlos Consiglieri e Marília Abel, n/ único, Braga, 1985.
- Babel/ fascículos de poesia (c/o poeta Amadeu Baptista), n/ único, 1986.
- Uma pedra ao lado da evidência/ antologia poética de Sebastião Alba, selecção, apresentação e notas, Editora Campo das Letras, Porto, 2000.

### Outras Publicações

#### Revistas
Aresta/ revista literária (nº2), Açores, 1983.
Frágil contém Pessoa, A União/ Quarto Crescente, coord. de Álamo de Oliveira, Açores, 1985.
Orfeu 4/ Antologia Poética, Porto, 1988.
Cadernos do Tâmega/ revista semestral de Cultura
(nº 2), Amarante, 1989.
Cadernos do Tâmega/ revista semestral de cultura,
(nº 4), Amarante, 1990.
Textos sobre o livro, LiberNet, Porto, 1994
A phala/ 50, Assírio & Alvim, Lisboa, 1996.
Terra feita voz, edição do Círculo Cultural Miguel Torga, Vila Real, 1997.
A poesia está na rua, Associação de Jornalistas e Homens de Letras do Porto, 1999.
Jornal falado da actualidade literária/ Actas da Poesia (nº 4), apresentação de João Barrento e Manuel Frias Martins, PEN Clube Português/ Município de Faro, c/ apoio do Instituto Português do Livro e Bibliotecas, 2000.
Começar de Novo/ Gazeta Literária, Associação de Jornalistas e Homens de Letras do Porto, 2004.
Foro das Letras (nº 11-12), Associação Portuguesa de Escritores Juristas, Coimbra, 2005.
Folium/ Revista de Cultura, Associação dos Amigos do Arquivo de Penafiel, 2006.
Margem/ Um dia com José António Gonçalves, coord. de António Fournier, Município do Funchal, 2008.
Olhares convergentes, Edição comemorativa dos 500 anos da Santa Casa da Misericórdia de Penafiel, 2009.

#### Antologias
O texto manuscrito, Editorial Avante, Lisboa, 1977.
Poetas do café/ Magazine, Porto, 1981.
Antologia do conto português contemporâneo/ Álvaro Salema (org.), ICALP, Lisboa, 1984.
Poemabril/ Carlos Loures e Manuel Simões (org.), Nova Realidade, Tomar, 1984; 2ª ed. Fora do Texto, Coimbra, 1994.
Tempo migratório/ selecção de poesia portuguesa, Limiar, Porto, 1985.
Rio Interior/ selecção de poesia portuguesa, Limiar, Porto, 1986.
Os anos da guerra/ João de Melo (coord.), Círculo de Leitores, Lisboa, 1988.
Um postal para Luanda, Editorial Vega, Lisboa, 1986.
Cesário Verde/ antología poética, Edição do Município de Oeiras, 1991.
Poetas escolhem poetas/ António Rebordão Navarro e Orlando Neves (org.), Lello Editores, Porto, 1992.
Uma rã que salta/ homenagem a Bashô/ Casimiro de Brito (org.), Pen Clube Português, Limiar, Porto, 1995.
Cântico em honra de Miguel Torga, Fora do Texto, Coimbra, 1996.
Identidades/ Jornadas Lusófonas da Universidade de Coimbra, A Mar Arte, Coimbra, 1996.
Macedo de Cavaleiros/ antologia literária, Município de Macedo de Cavaleiros, 1997.
Tudo o que a água consigo leva/ homenagem a Carlos Paredes, Edições Tema, Lisboa, 1997.
A David/ homenagem a David Mourão-Ferreira, Pen Clube Português, Lisboa, 1997.
Federico Garcia Lorca/ Ulisses Duarte (org.), Universitária Editora, Lisboa, 1998.
Vozes poéticas da lusofonia, Instituto Camões, Lisboa, 1999. Eduardo Gageiro/ 25 textos de autores portugueses sobre fotos de Abril, Festa do Avante, Lisboa, 1999.
Abril/ antologia literária de autores portugueses, Comissão Abril de Abril, Braga, 1999.
Um grito por Timor, Associação de Jornalistas e Homens de Letras do Porto, 1999.
Recomeço límpido/ centenário de José Gomes Ferreira, Porto, 2000.
Aproximações a Eugénio de Andrade/ José Cruz Santos (org.), Edições Asa, Porto, 2000.
Ser artista em Portugal/ Centro Nacional de Cultura, Lisboa, 1999.
Uma flauta de areia/ Actas do Colóquio 50 Anos de Vida literária do poeta Albano Martins/ Isabel Vaz Ponce de Leão (org.), Universidade Fernando Pessoa, Porto, 2001.
Homenagem a Júlio/ Saul Dias/ Valter Hugo Mãe (org.), Edições  Quasi, Famalicão, 2001.
Como se tudo fosse infinito/ homenagem a Júlio Resende/ Maximiano Gonçalves (org.), Campo das Letras, Porto, 2001.
Ao Porto/Adosinda Torgal/ Madalena Torgal Ferreira (org.), Publicações Dom.Quixote, Lisboa 2001.
Contos do Minho, Editorial Ave Rara, Póvoa de Lanhoso, 2002.
Uma prenda para Eugénio com algumas tulipas, 2003, Edições Asa, Porto, 2003.
Choque e Pavor/ antologia poética, Editora Ausência, V.N. Gaia, 2003.
Encantada Coimbra/ Adosinda Torgal/ Madalena Torgal Ferreira (org.), Publicações Dom Quixote, Lisboa, 2003.
Trinta poemas para 30 anos de Abril/ Urbano Tavares Rodrigues (org.) Edições Asa, Porto, 2004.
A poesia é tudo/ Antologia lusófona/ Francisco Guedes (org.), Correntes d’Escritas, Póvoa de Varzim, 2004.
Na liberdade/ Antologia Poética, Garça Editores, Peso da Régua, 2004.
Imagem passa palavra/ Edição Identidades Intercâmbio Artístico, Porto, 2004.
Sete livros/ António Ramos Rosa, org. de José Cruz Santos, Edições Asa, Porto, 2004.
Arsénio Mota, 50 anos de escrita, Campo das Letras, Porto, 2005.
Tantas mãos a mesma primavera, Oficina do Livro, Lisboa, 2005.
O Livro de Natércia, org. de Luís Naves, José Félix Duque e Pedro Sena-Lino, Edições Quasi, Famalicão, 2005.
Os dias do pai, Editorial Ave Rara, Póvoa de Lanhoso, 2006.
Histórias em língua portuguesa/ Francisco Guedes (org.), Ambar, Porto, 2007. A Sophia, Pen Clube Português/ Editorial Caminho, Lisboa, 2007. Óscar Lopes/ Um homem maior que o seu tempo, Matosinhos, 2007.
A que cuida/ Poemas p/ Ana Maria Moura em homenagem a Eugénio de Andrade/ José Cruz Santos (org.), Modo de Ler Editores, Porto, 2007.
Dez poetas portugueses/ homenagem a Ramiro Fonte, Associação Portuguesa de Escritores/ Instituto Cervantes, Lisboa, 2009.
Escrito na cal/ homenagem a Armando Alves/ José Cruz Santos (org.), Modo de Ler Editores, Porto, 2009.
Os galegos nas letras portuguesas/ Rodrigues Vaz (org.), Pangeia, Editores, Lisboa, 2009.
Só à noite os gatos são pardos, Associação de Protecção Animal/ Jorge Velhote e Patrícia Pereira (org.), Maia, 2009.
Os dias do amor, Ministério dos Livros, Lisboa, 2009.
Retratos de Álvaro Cunhal/ José Cruz Santos (org.), Modo de Ler / Afrontamento, Porto, 2009.
Divina música/ Amadeu Baptista (org.), Edição do Conservatório de Música de Viseu, 2009.
Viana a várias vozes/ Município de Viana do Castelo/ Centro Cultural do Alto Minho, 2009.
Albano Martins 80 Anos, Universidade Fernando Pessoa, Porto, 2010.
Abril certo na hora incerta, PCP, Porto, 2010.
O Prisma das Muitas Cores, antologia de poesia luso-brasileira/ Victor Mateus (org.),  pref. de António Carlos Cortez, Editora Labirinto, Fafe, 2010.
Bilros & outras prendas p/ Miguel Veiga, José Cruz Santos (org.), Modo de Ler Editores, Porto, 2009; 2ª ed. Afrontamento, Porto, 2010.
Antologia da memória poética da Guerra Colonial, Margarida Calafate Ribeiro/ Roberto Vecchi (org.) Edições Afrontamento, porto, 2011.
O primeiro dia/ Pequena antologia da mãe na poesia portuguesa, José Cruz Santos (org.), Modo de Ler Editores, Porto 2012.
Cintilações da sombra, Victor Mateus (org.) Editora Labirinto, Fafe, 2013.

### Publicações Estrangeiras

#### Jornais
Suplemento Literário de Minas Gerais,  Metalinguagem da Fome (poema), Belo Horizonte, Brasil, 5/4/1975.
Correio das Artes (poemas),  João Pessoa Brasil 30/9/ 1979.
Correio das Artes/ Suplemento Cultural (poemas),  Joâo Pessoa, Brasil, 24/2/1980.
Suplemento Literário de Minas Gerais, O Génio de Franz Liszt (poema),  Belo Horizonte, Brasil, 11/12/1982.
Escrita/ Asociación de Escritores en Lingua Galega, Corunha, Galiza, 1984.
La mujer barbuda/ suplemento cultural de a Voz del Taju, Pequeña antología de la poesía portuguesa, Toledo,  España, 1985.
Dimensão/ Revista internacional de poesia (nº28-29) Uberaba, Brasil, 1999.
ABC/ letras y artes, trad, de Vicente Araguas, Madrid, España, 2009.

#### Revistas
Saco/revista de cultura, Fortaleza, Brasil, 1976.
Ficção/ revista literária, Rio de Janeiro, 1977.
Reenbou/ revue de poésie, Ottawa, Canadá, 1979
Escrita/ revista de literatura, São Paulo, 1981.
Dimensão/ revista de poesia (nº 10), Uberaba, Brasil, 1985.
Calandrajas/ papeles de arte, pensamiento y demás cosas (nº 12), Toledo,  España, 1986.
Il cobold/ rivista di estetica e spazi Creativi, Genova, 1986.
Micromegas/ A portuguese issue, by Fritz Konig, University of Northern Iowa, 1896.
Poética/ revista de cultura (7-8), Montevideo, Uruguay, 1986.
Kanora/ arte y literatura (16-17), Calarca-Quindio, Colombia, 1986-87.
Lapsus calami, Universidad Popular de Zaragoza, 1987.
Il vento salato/ Rivista di Materiali Perierici, nº 3 e nº 8, Milano, Itália, 1988.
Hora de poesia (57-58), Lentini Editor, Barcelona, Catalunha, 1988.
Ólisbos/ Os amantes da palabra/ nº 5, Santiago de Compostela, Galiza, 1988.
Malvís/ Pliegos de creación, al c/ Angel Guinda (nº 3), Madrid, 1989.
Calandrajas/ Papeles de arte y pensamiento (nº20), Toledo, España, 1989.
Poesía Ibérica: generación de la democracia,  org. de Trinidad Ruiz-Marcellán y Angel Guinda, Malvís, Madrid, 1991.
Espacio/ Espaço escrito, revista de literatura,  Badajoz-España, 1992.
Dimensão/ Revista internacional de poesía (nº 24), Uberaba, Brasil, 1995.
Espacio/ Espaço escrito, revista de literatura (15 y16), Por quem o outono dobra: uma leitura da poesía de Fernando Assis Pacheco, Badajoz, 1998.
Serta/ Revista Ibero-románica de Poesia y Pensamiento Poético (nº 4), Universidad Nacional de Educación a Distancia, Madrid, 1999.
Apertura Magazine/ nº 7, Poème Lisboa, Luxembourg, 1999.
Apertura magazine (nº 20), extraits de Do alto do cavalo azul, traduction de Catherine Dumas, Luxembourg, 2001.
Palabras/ Festival Internacional de Música de Ayamonte, España 2003.
Homenaxe ó trobador Xohán de Requeixo, Chantada, Galiza, 2003.
Literastur/ Salón del Libro de Gijón, Astúrias, 2005.
Escrita contemporánea/ Asociación de escritores en língua galega, I e II Simposio Internacional Letras na Raia, Corunha, 2005.
Agália/ revista de Ciências Sociais e Humanidades  (83-84), Ourense, Galiza, 2005.

#### Livros
Las siñales de la tierra, Palimpseto, Carmona-Sevilla, trad. de Clara Janés, 1992.
La couleur des voyelles, org.de Rycardo Rodriguez-Rios, Ediciones Delambo/ Literatura Artesanal, Tokyo, Nipon, 1986.
La Poèsie des Palmipèdes, Albatroz, París, 1987.
Piedra de Trance / La Adivinación por el Agua, Olifante Ediciones, Zaragoza, España, trad. de Clara Janés, 1993.
Tarde Tranquila Casi/ Homenagem a António Machado, Bulzoni,  Roma, 1994.
Relatos portugueses de viagens/ A imagem de Marrocos, Edição da Faculdade de Letras e Ciências Humanas, Dhar  El Mahraz, Fes, Marrocos, 1998.
Cant espiritual, de Joseph Palau i Fabre/ tradução p/português do poema c/o mesmo título, editado em v/ idiomas, Boza Editor, Barcelona, Catalunha, 1999.
A poesia portuguesa contemporânea/ org. de Alberto Costa e Silva e Alexei Bueno, Lacerda Editores, Rio de Janeiro, 1999.
A madárember/ Mai portugál elbeszélók/ Ficção portuguesa contemporânea/ org. de Ernesto Rodrigues, IBISZ, Budapest, 2000.
A adivinhação pela água/ La adivinación por el agua/ La diviation par l’ eau, Iman edições, Almada, Portugal, trad, de Clara Janés e Catherine Dumas, 2001.
Contos da cidade das pontes/ Cuentos de la ciudad de los puentes/ short stories of the city of bridges, Editora Ambar, Porto, 2001.
Antologia del cuento portugués del Siglo XX, Conaculta, Dirección General de Publicaciones, México, 2001.
Peregrinação ao sul (0 Caminho da Serpente/ A adivinhação pela água), trad. Jordanka Velinova, Edições Karina M, Sofia, Bulgária, 2004.
Contos e poesias infantis (Selecção), trad. Jordanka Velinova/ Manuel Nascimento, Edições karina M, Sofia, Bulgária, 2005.
Son de poesía, selección de autores de Xoán Carlos Dominguez Alberte, Lisboa/ Santiago de Compostela, 2005.
Xosé Lois Garcia/ Coloquio homenaxe, Chantada/ Lugo, Galiza, 2005.
Contos por contar/ edição conjunta dos livros A semana dos nove dias, O peixinho folha-de-água,
O livro dos enganos, Editorial Tambre, trad. de Luís Manuel Fernandez, Vigo, Galiza, 2006.
Passos de música, caminhos de água/ Pasos de musica, camiños de auga, (em co-autoria com Ana Luísa Amaral, Fina Casalderrey e Xabier  Docampo), edição bilingue, Junta de Galicia/ Direcção de Cultura do Norte, Vigo, Galiza, 2006.
Bichos de papel/ Antologia poética, edição da Escola Portuguesa de Moçambique, Maputo, 2008.
Hotel Ver Mar/ Antologia Poética da Lusofonia, org. de Michael Kegler para língua alemã, Frankfurt, 2009.